# 3578 Carestia
3578 Carestia là một tiểu hành tinh vành đai chính với cận điểm quỹ đạo là 2.529843 AU. Nó có độ lệch tâm là 0.2100107 và chu kỳ quỹ đạo là 2099.0609851 ngày (5.75 năm).
Cantor có vận tốc quỹ đạo trung bình là 16.62719555 km/s và độ nghiêng quỹ đạo là 21.32422°.
Nó được phát hiện ngày 11 tháng 2 năm 1977 ở Felix Aguilar Observatory.